# Mexikos herrjuniorlandslag i ishockey
Mexikos herrjuniorlandslag i ishockey representerar Mexiko i ishockey för herrjuniorer. Laget spelade sin första landskamp den 30 december 1996 i Sofia under juniorvärldsmästerskapets D-grupp, och förlorade då med 1-13 mot Spanien.

### Fotnoter
1. ↑  ”Championnat du monde 1997 des moins de 20 ans”. Hockeyarvhives. 1996-1997. http://www.passionhockey.com/hockeyarchives/U-20_1997.htm. Läst 16 december 2013.